# Lega Nazionale A 2005 (football americano)
La Lega Nazionale A 2005 è stata la 20ª edizione del campionato di football americano di primo livello, organizzato dalla SAFV.

## Squadre partecipanti
| Club                    | Città      | Stadio | Sponsor ufficiale | Risultato nella stagione 2004 |
| ----------------------- | ---------- | ------ | ----------------- | ----------------------------- |
| Bern Grizzlies          | Berna      |        |                   | Sesto posto                   |
| Landquart Broncos       | Landquart  |        |                   | Semifinalisti                 |
| Gladiators Beider Basel | Basilea    |        |                   | Semifinalisti                 |
| Sankt Gallen Vipers     | San Gallo  |        |                   | Quinto posto                  |
| Winterthur Warriors     | Winterthur |        |                   | Finalisti                     |
| Zürich Renegades        | Zurigo     |        |                   | Vincitori XIX Swiss Bowl      |

## Stagione regolare

### Calendario

#### 1ª giornata
| 2 aprile 2005 | Winterthur Warriors | 57 – 21 | Sankt Gallen Vipers |  |

| 3 aprile 2005 | Bern Grizzlies | 14 – 21 | Zürich Renegades |  |

| 3 aprile 2005 | Gladiators Beider Basel | 26 – 2 | Landquart Broncos |  |

#### 2ª giornata
| 17 aprile 2005 | Landquart Broncos | 19 – 14 | Sankt Gallen Vipers |  |

| 17 aprile 2005 | Zürich Renegades | 6 – 14 | Winterthur Warriors |  |

#### 3ª giornata
| 23 aprile 2005 | Winterthur Warriors | 49 – 0 | Gladiators Beider Basel |  |

#### 4ª giornata
| 1º maggio 2005 | Bern Grizzlies | 35 – 0 | Landquart Broncos |  |

| 1º maggio 2005 | Sankt Gallen Vipers | 38 – 37 | Gladiators Beider Basel |  |

#### 5ª giornata
| 8 maggio 2005 | Landquart Broncos | 0 – 76 | Winterthur Warriors |  |

| 8 maggio 2005 | Bern Grizzlies | 27 – 21 | Sankt Gallen Vipers |  |

#### 6ª giornata
| 16 maggio 2005 | Sankt Gallen Vipers | 0 – 32 | Winterthur Warriors |  |

#### 7ª giornata
| 22 maggio 2005 | Zürich Renegades | 0 – 0 | Bern Grizzlies |  |

| 22 maggio 2005 | Landquart Broncos | 7 – 32 | Gladiators Beider Basel |  |

#### 8ª giornata
| 29 maggio 2005 | Sankt Gallen Vipers | 0 – 48 | Zürich Renegades |  |

| 29 maggio 2005 | Winterthur Warriors | 42 – 27 | Bern Grizzlies |  |

#### 9ª giornata
| 5 giugno 2005 | Zürich Renegades | 77 – 10 | Sankt Gallen Vipers |  |

| 5 giugno 2005 | Gladiators Beider Basel | 20 – 52 | Winterthur Warriors |  |

| 5 giugno 2005 | Landquart Broncos | 0 – 30 | Bern Grizzlies |  |

#### 10ª giornata
| 12 giugno 2005 | Zürich Renegades | 34 – 0 | Landquart Broncos |  |

| 12 giugno 2005 | Gladiators Beider Basel | 22 – 27 | Bern Grizzlies |  |

#### 11ª giornata
| 18 giugno 2005 | Winterthur Warriors | 32 – 14 | Zürich Renegades |  |

| 19 giugno 2005 | Sankt Gallen Vipers | 45 – 0 | Landquart Broncos |  |

| 19 giugno 2005 | Bern Grizzlies | 28 – 29 | Gladiators Beider Basel |  |

#### 12ª giornata
| 26 giugno 2005 | Gladiators Beider Basel | 28 – 48 | Zürich Renegades |  |

### Classifica
La classifica della regular season è la seguente:
- PCT = percentuale di vittorie, G = partite giocate, V = partite vinte, P = partite perse, PF = punti fatti, PS = punti subiti
- La qualificazione ai playoff è indicata in verde
- L'ultima classificata è relegata in Lega B 2006 (giallo)

| Pos. | Squadra                 | PCT   | G | V | N | P | PF  | PS  |
| ---- | ----------------------- | ----- | - | - | - | - | --- | --- |
| 1    | Winterthur Warriors     | 1.000 | 8 | 8 | 0 | 0 | 354 | 88  |
| 2    | Zürich Renegades        | .688  | 8 | 5 | 1 | 2 | 248 | 98  |
| 3    | Bern Grizzlies          | .563  | 8 | 4 | 1 | 3 | 188 | 135 |
| 4    | Gladiators Beider Basel | .375  | 8 | 3 | 0 | 5 | 194 | 251 |
| 5    | Sankt Gallen Vipers     | .250  | 8 | 2 | 0 | 6 | 149 | 297 |
| 6    | Landquart Broncos       | .125  | 8 | 1 | 0 | 7 | 28  | 292 |

## Playoff

### Tabellone
|  | Semifinali | Semifinali              | Semifinali |                  |    | XX Swiss Bowl       | XX Swiss Bowl | XX Swiss Bowl |  |
|  |            |                         |            |                  |    |                     |               |               |  |
|  | 1          | Winterthur Warriors     | 62         |                  |    |                     |               |               |  |
|  | 1          | Winterthur Warriors     | 62         |                  |    |                     |               |               |  |
|  | 4          | Gladiators Beider Basel | 13         |                  |    |                     |               |               |  |
|  | 4          | Gladiators Beider Basel | 13         |                  | 1  | Winterthur Warriors | 14            |               |  |
|  |            |                         |            |                  | 1  | Winterthur Warriors | 14            |               |  |
|  |            |                         | 2          | Zürich Renegades | 37 |                     |               |               |  |
|  | 3          | Bern Grizzlies          | 2          | Zürich Renegades | 37 | 22                  |               |               |  |
|  | 3          | Bern Grizzlies          |            |                  |    |                     |               |               |  |
|  | 2          | Zürich Renegades        | 32         |                  |    |                     |               |               |  |

### Semifinali
| 3 luglio 2005 | Zürich Renegades | 32 – 22 | Bern Grizzlies |  |

| 9 luglio 2005 | Winterthur Warriors | 62 – 13 | Gladiators Beider Basel |  |

### XX Swiss Bowl
| Winterthur 16 luglio 2005 | Winterthur Warriors | 14 – 37 | Zürich Renegades |  |

## Verdetti
- Zürich Renegades Campioni di Svizzera 2005
- Landquart Broncos relegati in Lega B 2006